# Ophiacantha oligacantha
Ophiacantha oligacantha är en ormstjärneart som beskrevs av Hubert Lyman Clark 1918. Ophiacantha oligacantha ingår i släktet Ophiacantha och familjen knotterormstjärnor. Inga underarter finns listade i Catalogue of Life.